# 謝青良
謝青良（1968年—），生於台灣台北市，共同基金經理人，前安泰投信副總經理。

## 生平
謝青良在台北市大同區哈密街長大，中學就讀台北市立中正高中，國立政治大學銀行學系，國立中正大學財務金融研究所畢業。隨後進入投信公司，擔任研究員、基金經理人，曾任職國際投信、日盛投信與安泰投信。工作期間，於政治大學取得EMBA學位。
謝青良前妻劉明佳，為謝青良就讀政大時的同班同學。

## 事蹟
曾擔任日盛上選基金操盤人，後轉任ING安泰投信擔任副總經理，涉嫌於2010年內線交易，以人頭炒作太陽能個股「盈正」的股價，造成安泰代操的勞保和勞退基金基金分別被坑殺，勞保基金慘賠五千四百三十四萬、勞退基金損失八千一百一十七萬元。此事件，直到2012年11月，由立委揭發，檢調單位才正式介入偵查。

2012年11月9日，檢調查出，謝青良不但用妻子的名義購買2億元的豪宅，7月辦理離婚，同時還將10多個銀戶存款，將近4500萬換成外幣匯到香港，疑似有計畫脫產，由於無法清楚交代資金來源，最後被檢方裁定200萬交保。
2016年3月15日，台灣高等法院依背信罪，判處有期徒刑2年定讞。